# Hashimoto Gahō
Hashimoto Gahō (橋本 雅邦) (21 août 1835 - 13 janvier 1908) est un peintre japonais, l'un des derniers représentants de l'école Kanō.

## Biographie
Né à Edo, il étudie la peinture auprès de Kanō Shōsen'in mais est également influencé par l’œuvre de Kanō Hōgai. Il crée de nombreuses œuvres dans le style traditionnel de l'école Kanō, utilisant la couleur et l'or, sinon des monochromes à l'encre noire. Mais tandis que ses tableaux reflètent le travail d'un traditionaliste, usant des méthodes traditionnelles et représentant des sujets traditionnels, Gahō, comme Kanō Hōgai, incorpore aussi des éléments de l'art occidental. Les coups de pinceaux, différentes façons d'observer le détails et en particulier les tentatives de représentation adéquate de la perspective sont évidents dans les peintures de Gahō et de beaucoup d'autres peintres de cette période.
Il ouvre son propre studio en 1860, mais les bouleversements politiques et économiques qui entourent la restauration de Meiji contraignent Gahō à chercher une autre source de revenus que la vente d’œuvres d'art. Il produit des cartes pour l'Académie navale, peint des éventails et utilise ses compétences pour gagner sa vie de diverses façons.
Gahō est invité en 1884 par Okakura Kakuzō, à devenir professeur de peinture principal à la Tōkyō Bijutsu Gakkō (東京美術学校), à présent Université des arts de Tokyo, qui ouvre ses portes cinq ans plus tard. En 1898, Gahō se joint à Okakura et quitte le Bijutsu Gakkō pour fonder l'Institut japonais des Beaux-Arts (日本美術院), Nihon Bijutsuin) où il enseigne jusqu'à sa mort en 1908.
En raison de sa position de professeur de peinture, Gahō compte d'importants élèves dont Yokoyama Taikan et Kawai Gyokudō.